# الاتفاقية الإنجليزية الهولندية 1814
الاتفاقية الإنجليزية الهولندية 1814 (تسمى أيضا اتفاقية لندن) هي معاهدة وقعت عليها المملكة المتحدة وهولندا في لندن في 13 أغسطس 1814. تم توقيع هذا الاتفاق من قبل روبرت ستيوارت (فيكونت كاسلري) ممثلا بريطانيا وهندريك فاجيل (أو هنري فاجيل) ممثل هولندا.
أعادت المعاهدة الممتلكات الاستعمارية الهولندية كما كانت في 1 يناير 1803 قبل اندلاع الحروب النابليونية في القارة الأمريكية وأفريقيا وآسيا باستثناء مستعمرة كيب ومستعمرات ديميرارا، ايسيكويبو وبربايس في أمريكا الجنوبية، حيث احتفظت هولندا بالحق في التجارة. وبالإضافة إلى ذلك، سلمت بريطانيا جزيرة بانغكا في أرخبيل بانغكا - بليتونغ التي يتم تبادلها مع كوتشين في الهند وتبعياتها على ساحل مليبار الهولندية. هولندا أيضا تنازلت عن منطقة بيرناغور-الذي تقع بالقرب من كلكتا- مقابل رسوم سنوية. هذه المعاهدة أيضا إلى إعلان يوم 15 يونيو عام 1814 من قبل الهولنديين أن السفن المشاركة في تجارة الرقيق لم يعد يسمح لها المكوث في موانئ بريطانيا وهولندا توافق على أن هذا القيد سيتم توسيعه إلى حظر المشاركة في تجارة الرقيق. وبالإضافة إلى ذلك، وافقت بريطانيا على دفع 1،000،000 جنيه إسترليني إلى السويد لتسوية المطالبات في الجزيرة غوادلوب في البحر الكاريبي. وافق بريطانيا وهولندا على إنفاق كل منهما 2,000,000 إلى تحسين الدفاع في البلدان المنخفضة.
كانت المنازعات الناشئة عن هذه المعاهدة موضوعًا للمعاهدة الأنجلو ـ هولندية لعام 1824.

## مزيد من القراءة
- L.J.P.J. Jeekel. Dissertatie. Het Sumatra-traktaat (P. Somerwil, Leiden 1881); en E.S. de Klerck. De Atjeh-Oorlog. Het ontstaan van de oorlog. Deel 1 (Martinus Nijhoff, Den Haag 1912).